# 962 км (пост)
962 кіломе́тр — залізничний допоміжний колійний пост Лиманської дирекції Донецької залізниці на лінії Сватове — Попасна між станціями Лоскутівка (6 км) та Вовчоярська (7 км). Розташований за кількасот метрів від Желатинового заводу у Сіверськодонецькому районі Луганської області.
Не зважаючи на військову агресію Росії на сході Україні, транспортне сполучення не припинене, щодоби курсують приміські поїзди сполученням Сватове — Попасна, проте вони зупиняються лише на станціях.